# Novothymbris vagans
Novothymbris vagans är en insektsart som beskrevs av Knight 1974. Novothymbris vagans ingår i släktet Novothymbris och familjen dvärgstritar. Inga underarter finns listade i Catalogue of Life.